# Dan Sperber
Dan Sperber (Cagnes-sur-Mer, Francia; 20 de junio de 1942) es un antropólogo, lingüista e investigador en ciencias cognitivas francés. Actualmente es director de investigaciones en el Instituto Jean-Nicod del CNRS.
A comienzos de la década de los 70, Sperber fue uno de los críticos del estructuralismo francés en antropología. Con su trabajo sobre el simbolismo, Sperber imprimió un giro cognitivista al poner en evidencia el papel de la cognición en los fenómenos culturales, particularmente sobre las constricciones cognitivas que hacen posible la distribución de las representaciones culturales en el seno de una población, teniendo una importante influencia en la antropología cognitiva, la crítica literaria y la historia del arte.
Es conocido especialmente por su trabajo sobre la pragmática y, en particular, sobre la "teoría de la relevancia" y la "epidemiología de las representaciones". Su obra más influyente, escrita con la británica Deirdre Wilson, es La Relevancia, que ha pasado a convertirse en el mainstream en pragmática, lingüística, inteligencia artificial y psicología cognitiva. Los procesos cognitivos estarían dirigidos hacia la consecución de una máxima pertinencia, es decir, la búsqueda de una relación óptima entre los esfuerzos cognitivos y sus efectos.
En el 2009, Dan Sperber recibió el primer premio Lévy-Strauss, que busca reconocer cada año al mejor investigador de ciencias sociales en Francia.

## Principales publicaciones
- ¿Qué es el estructuralismo? Estructuralismo en antropología. Losada. Buenos Aires. 1975.
- Le Savoir des anthropologues. Hermann. París. 1982.
- El simbolismo en general. Anthropos. Barcelona. 1988.
- La relevancia: comunicación y procesos cognitivos (con Deirdre Wilson). Visor.[2] Madrid. 1994.
- La Contagion des Idées. Odile Jacob. París. 1996.
- Explicar la cultura: un enfoque naturalista. Ediciones Morata. Madrid. 2005.